# Swithred

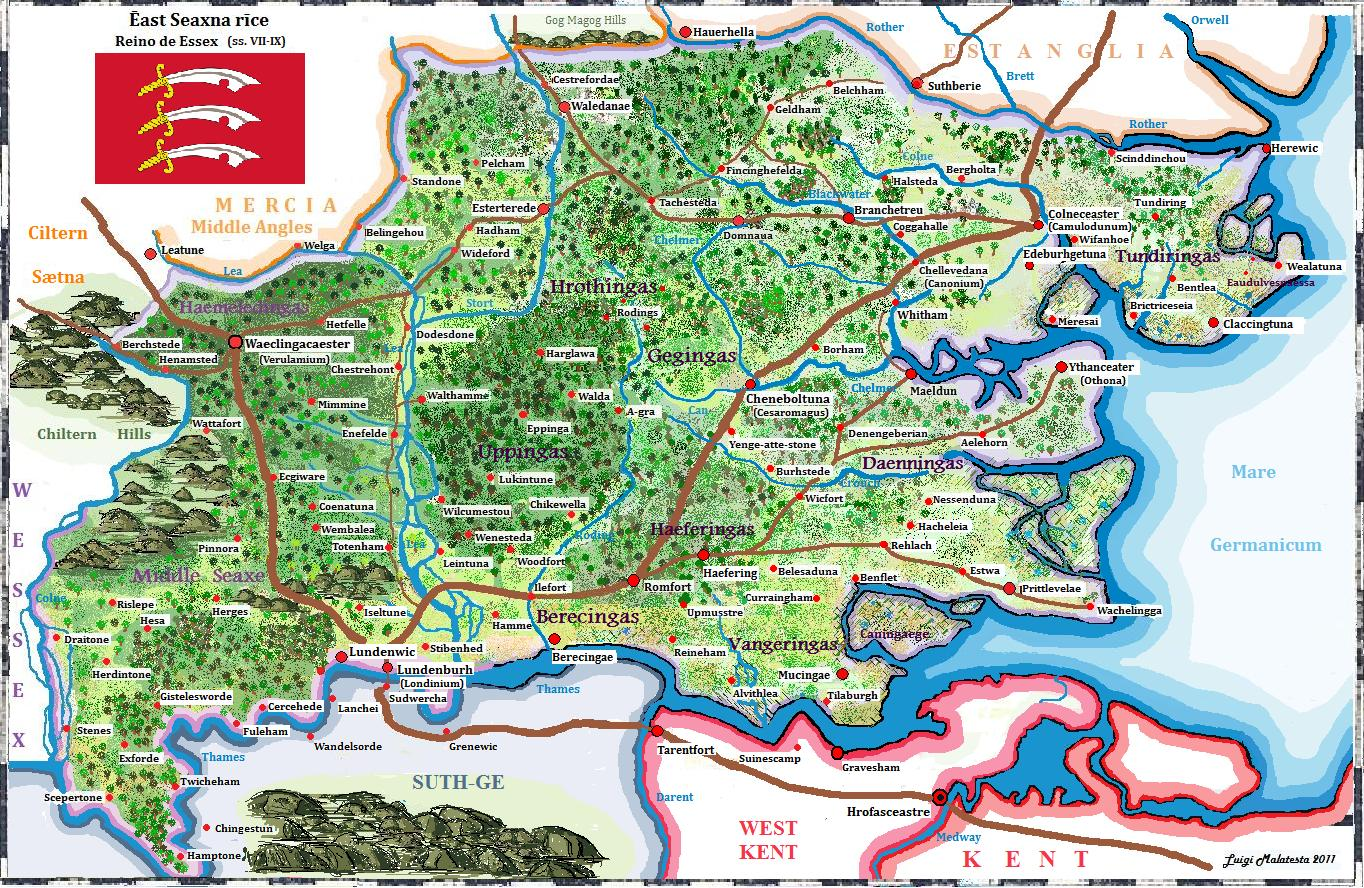
Essex in frühangelsächsischer Zeit

Swithred war von etwa 746 bis zu seinem Tod König des angelsächsischen Königreichs Essex.
Swithreds Vater hieß Sigemund, der Name seiner Mutter ist unbekannt. Er war ein Urenkel des Königs Sebbi (664–694). Er folgte um das Jahr 746 auf Saelred und soll ein schwacher König gewesen sein. Sein Todesdatum ist unbekannt. Nachfolger wurde Sigeric I.